# Gniben, Sjællands Odde
Gniben är den yttersta spetsen på Sjællands Odde i Danmark.  Den ligger i Odsherreds kommun i Region Själland.
Gniben ingår i Geopark Odsherred.